# 林芳年
林芳年（1914年4月1日—1989年7月12日），舊名林精鏐，筆名李秋華，是傳統詩人林芹香（林泮）長子。今臺南市佳里區子龍廟人。生於臺南廳蕭壟支廳子龍廟（今臺南市佳里區子良里）。為台灣日治時期鹽分地帶文學作家群之中相當重要的一位，被後人列入「北門七子」。
林芳年幼弟林金莖，日本亞細亞大學法學博士，曾擔任中華民國駐日代表、亞東關係協會會長。外孫歐崇敬，為中州科技大學副校長。

## 生平

### 戰前
林精鏐於大正三年（1914年）出生在臺南廳蕭壟支廳子龍廟。祖父林碧池曾任佳里子龍廟正董事。1921年（大正十年）入佳里興公學校就讀，1927年（昭和二年）畢業。旋入麻豆公學校高等科，1929年畢業。後畢業於早稻田大學專門部。
1933年（昭和八年），林精鏐應醫生作家吳新榮邀請，加入「佳里青風會」，在此年發表第一首新體詩〈早晨之歌〉於《臺灣新民報》。
1935年（昭和十年）6月，「台灣文藝聯盟佳里支部」成立後，林精鏐加入成為會員。並創作多種作品發表於《文藝台灣》、《台灣文學》、《台灣新文學》等期刊。
1938年（昭和十三年）2月與楊綢女士結婚，1939年（昭和十四年）就職於佳里街役場，認識張文環。1941年（昭和十六年）任佳里街役場庶務主任，直到1945年離職。

### 戰後
戰後林精鏐曾於1946年當選佳里鎮第一屆鎮民代表，5月參加台糖公司考試錄用及格，派往任職台中潭子糖廠。由於語言的不適應，林精鏐亦曾停筆一段期間，直到1967年左右恢復創作，開始在《自立晚報》發表中文作品。
1954年派任調往埔里糖廠，在本年11月改名為林芳年。1955年任台糖三崁店糖廠業務課長，1964年任善化糖廠業務課長。1968年退休後轉任國際紡織公司顧問。此時除文學外亦發表多篇財經專論著作，包括1949年發表的〈台灣糖業過去未來〉、1956年的〈企業的科學管理〉、1963年的〈市場理論與研究〉等著作。
1984年獲吳三連新文學特別推崇獎。1984至1989年間為林芳年又一創作高峰期。1989年7月12日上午八時十分病逝於佳里鎮子龍里自宅。

## 作品的發表與出版

### 自行或後人整理出版
- 林芳年戰後發表在期刊、雜誌的文章：
  - 林芳年，〈談儲運叢務的實際問題〉，民國45年1月的《台糖通訊》，頁8~9。
  - 林芳年，〈台灣糖業史〉，民國55年4月的《南瀛文獻》，頁72~91。
  - 林芳年，〈談新榮兄生平逸事〉，民國58年6月的《南瀛文獻》，頁68~70。
  - 林芳年、黃得時、張良澤等人/著，「葉榮鐘紀念專輯」，民國68年3月的《台灣文藝》，頁207~270。
  - 林芳年，〈抗戰時期的鹽分地帶文學人物：兼談我前半輩子的文學活動〉，民國73年2月的《文訊》，頁67~75。
  - 林芳年，〈鄭靜夫其人與作品〉，民國74年2月的《文訊》，頁243~246。

- 林芳年的譯作：
  - 殖栗文夫/撰，林芳年/中譯，《商品銷售叢譯》，台北市：林芳年印行，1961年。
- 林芳年生前所出版的作品：
  - 林芳年/著，《林芳年選集》，台北市：中華日報社出版部，1983年初版。
  - 林芳年/著，《失落的日記》，台中市：晨星出版，1985年初版。
  - 林芳年/著，《浪漫的腳印》，台北市：晨星出版，1987年。
- 林芳年過世以後才出版的作品：
  - 林芳年/著，羊子喬/編，《林芳年作品小集》，台北市：火鳥，2000年初版。
  - 林芳年/著，葉笛/中譯，《曠野裡看得見煙囪：林芳年作品選譯集》，台南縣新營市：台南縣政府，2006年初版。
  - 林芳年/著，歐崇敬、李育霖/篇，《林芳年小說全集》，嘉義市大林鎮：南華大學中日思想研究中心出版，2008年初版。

### 他人著作的收錄
- 林芳年的日文詩作〈在原野上看到的煙囟〉、〈乳兒〉、〈父親〉，戰後由台灣詩人陳千武翻譯成中文，之後被收錄在陳明台主編的《陳千武譯詩選集》裡。[1]
- 林芳年的許多日文詩、散文，以及文藝評論，戰後由台灣詩人與詩論家葉笛翻譯成中文，後來被人收錄在《葉笛全集10 翻譯卷三》。[2]
- 林芳年的詩作〈掃墓〉、〈鐵路〉，戰後，收錄在林瑞明主編《國民文選‧現代詩卷I》。[3]

## 傳記及研究書目、論文
按照作者姓氏筆劃序排列：
- 王秀珠，〈日治時期鹽分地帶詩作析論—以吳新榮、郭水潭、王登山為主〉，國立高雄師範大學國文教學碩士班，2004年碩士論文。
- 王玲，〈訪省籍先進作家專輯：退休後再出發的林芳年先生〉，《中央月刊》，1982年8月，頁87~89
- 李若鶯，〈春天的喜鵲—林芳年日文作品選譯集《曠野裡看得見煙囪：林芳年作品選譯集》導論〉，《鹽分地帶文學》，2006年8月，頁183~195。
- 林芳年，〈抗戰時期的鹽分地帶文學人物：兼談我前半輩子的文學活動〉，《文訊》，1984年2月，頁67~75。
- 林銘章，〈林芳年(1914~1989)〉，《傳記文學》，1990年1月，頁143。
- 林宇軒，〈糖業淬鍊出的鹽分地帶靈魂——林芳年〉，《鹽分地帶文學》第93期，2021年7月。
- 黃章明/整理，〈林芳年先生七十年譜述〉，民國72年10月的《文訊》，頁50~60。
- 許振江，〈千言難說萬般情—敬悼義父林芳年先生〉，《文訊》，1989年8月，頁123~125。
- 陳益裕，〈林芳年—鹽分地帶的先輩作家〉，《南瀛文獻》，2004年8月，頁274~280。
- 陳健珍，〈日據時期台灣新詩中的反抗與耽美意識〉，佛光人文社會學院文學系，2005年碩士論文。
- 莊曉明，〈日治時期鹽分地帶詩人群和風車詩社詩風之比較研究〉，國立台北教育大學台灣文化研究所，2008年碩士論文。
- 葉笛，〈憤怒的詩人林芳年〉，《創世紀詩雜誌》，2004年3月，頁119~126。
- 蔡惠甄，〈鹽窩裡的靈魂—北門七子文學研究〉，私立佛光大學文學系，2008年碩士論文。